# The Ultimate Stuntman
The Ultimate Stuntman – komputerowa gra zręcznościowa wydana przez Codemasters w 1990 roku na konsolę NES.